# گمینا یدنوروژتس
گمینا یدنوروژتس (به لهستانی:  Gmina Jednorożec) یک گمینا در لهستان است که در شهرستان پژاسنش واقع شده‌است. گمینا یدنوروژتس ۲۳۱٫۵۷ کیلومتر مربع مساحت و ۷٬۳۰۹ نفر جمعیت دارد.